# Arthur Stellbrink

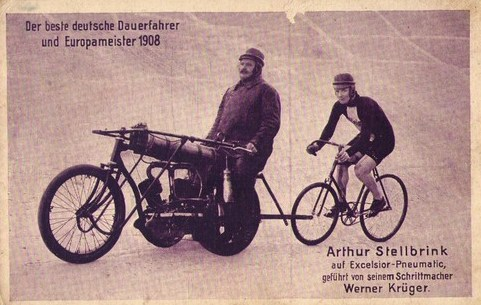
Arthur Stellbrink

Arthur Stellbrink (* 24. Oktober 1884 in Berlin-Alt-Treptow; † 24. Dezember 1956 in Berlin) war ein deutscher Radrennfahrer.

## Sportliche Laufbahn
Arthur Stellbrink wurde in Treptow geboren. Auf der dortigen Radrennbahn erwarb er sein Rüstzeug als Radsportler, zunächst als Flieger. 1905 wurde er Profi und konzentrierte sich auf die lukrativeren Steherrennen.
Am 22. September 1905 brach er sich im Training bei einem schweren Sturz beide Arme und trug außerdem eine schwere Kopfwunde davon: „Seine Unvorsichtigkeit, ohne Sturzkappe zu fahren, büsste er mit einer förmlichen Skalpierung.“ Die Verletzungen zwangen ihn zu einer mehrmonatigen Pause. Vom 22. September bis zum Januar 1906 lag er im Krankenhaus. Angeblich hatte sein Schrittmacher Josef Käser wegen eines „unguten Gefühls“ das Training abgesagt und seine Maschine eingeschlossen, um Stellbrink am Start zu hindern; dieser brach den Unterstand jedoch auf und engagierte einen anderen Schrittmacher. Im April fuhr er bereits wieder Rennen.
1908 gewann Stellbrink seinen ersten internationalen Titel, als er Europäischer Meister der Steher wurde. Im Jahr darauf wurde er Deutscher Meister, 1910 und 1915 folgte jeweils die Vize-Meisterschaft, 1907 wurde er Dritter. 1909 war Stellbrink auch bei dem Rennen am Start, das in der Rennbahnkatastrophe von Berlin endete, kam aber unverletzt davon. Das Goldene Rad von Erfurt gewann er 1919.
Stellbrink startete auch bei 16 Sechstagerennen und konnte dreimal dritte Plätze belegen: 1914 in Berlin mit Walter Rütt, 1921 in Breslau mit Hermann Packebusch, sowie 1924 in Berlin mit Willy Techmer.
Nach eigenen Angaben errang er während seiner fast 20-jährigen Laufbahn als Profi in 468 Rennen 212 erste, 115 zweite und 75 dritte Plätze. Als sein „schönstes Rennen gegen Fahrer von Ruf“ bezeichnete Stellbrink selbst das am 2. und 3. Dezember 1911 im Berliner Sportpalast ausgefahrene 25-Stunden-Rennen, das er gemeinsam mit Jules Miquel gegen Guus Schilling und dessen Partner John Stol gewann, nachdem dieser sich zuvor geweigert hatte, mit Stellbrink eine Mannschaft zu bilden. Das schönste Rennen im Leben eines Rennfahrers sei jedoch der erste Erfolg, der bei ihm im April 1903 ein dritter Platz bei einem Vorgaberennen gewesen war. Er gewann den 10-Mark-Gutschein eines Juweliergeschäftes: „Ich weiß, dass ich damals über meinen ersten Erfolg eine Freude hatte, die ich später bei großen Erfolgen nicht im gleichen Maße empfunden habe.“

## Privates
Stellbrink war seit dem 25. November 1911 verheiratet.
Nach seinem Rücktritt vom Radsport eröffnete er in Berlin-Schöneberg die gutgehende Gaststätte „Westfälischer Hof“, die später zu einem beliebten Treffpunkt der SS wurde. Auch nach Kriegsende sollen sich hier ehemalige SS-Angehörige versammelt haben; die Berliner Zeitung berichtete im Juli 1948 von neuerlichen Treffen in der Gaststätte des „früheren Pgs Stellbrink“.